# Liste des titres musicaux numéro un aux États-Unis en 1970
Voici la liste les titres musicaux ayant eu le plus de succès au cours de l'année 1970 aux États-Unis d'après le magazine Billboard.

## Historique
| Date         | Artiste(s)                     | Titre                                                       | Référence |
| ------------ | ------------------------------ | ----------------------------------------------------------- | --------- |
| 3 janvier    | B. J. Thomas                   | Raindrops Keep Fallin' on My Head                           |           |
| 10 janvier   | B. J. Thomas                   | Raindrops Keep Fallin' on My Head                           |           |
| 17 janvier   | B. J. Thomas                   | Raindrops Keep Fallin' on My Head                           |           |
| 24 janvier   | B. J. Thomas                   | Raindrops Keep Fallin' on My Head                           |           |
| 31 janvier   | The Jackson 5                  | I Want You Back                                             |           |
| 7 février    | Shocking Blue                  | Venus                                                       |           |
| 14 février   | Sly & the Family Stone         | Thank You (Falettinme Be Mice Elf Agin)/Everybody Is a Star |           |
| 21 février   | Sly & the Family Stone         | Thank You (Falettinme Be Mice Elf Agin)/Everybody Is a Star |           |
| 28 février   | Simon & Garfunkel              | Bridge over Troubled Water                                  |           |
| 7 mars       | Simon & Garfunkel              | Bridge over Troubled Water                                  |           |
| 14 mars      | Simon & Garfunkel              | Bridge over Troubled Water                                  |           |
| 21 mars      | Simon & Garfunkel              | Bridge over Troubled Water                                  |           |
| 28 mars      | Simon & Garfunkel              | Bridge over Troubled Water                                  |           |
| 4 avril      | Simon & Garfunkel              | Bridge over Troubled Water                                  |           |
| 11 avril     | The Beatles                    | Let It Be                                                   |           |
| 18 avril     | The Beatles                    | Let It Be                                                   |           |
| 25 avril     | The Jackson 5                  | ABC                                                         |           |
| 2 mai        | The Jackson 5                  | ABC                                                         |           |
| 9 mai        | The Guess Who                  | American Woman/No Sugar Tonight                             |           |
| 16 mai       | The Guess Who                  | American Woman/No Sugar Tonight                             |           |
| 23 mai       | The Guess Who                  | American Woman/No Sugar Tonight                             |           |
| 30 mai       | Ray Stevens                    | Everything Is Beautiful                                     |           |
| 6 juin       | Ray Stevens                    | Everything Is Beautiful                                     |           |
| 13 juin      | The Beatles                    | The Long and Winding Road/For You Blue                      |           |
| 20 juin      | The Beatles                    | The Long and Winding Road/For You Blue                      |           |
| 27 juin      | The Jackson 5                  | The Love You Save                                           |           |
| 4 juillet    | The Jackson 5                  | The Love You Save                                           |           |
| 11 juillet   | Three Dog Night                | Mama Told Me (Not to Come)                                  |           |
| 18 juillet   | Three Dog Night                | Mama Told Me (Not to Come)                                  |           |
| 25 juillet   | The Carpenters                 | (They Long to Be) Close to You                              |           |
| 1er août     | The Carpenters                 | (They Long to Be) Close to You                              |           |
| 8 août       | The Carpenters                 | (They Long to Be) Close to You                              |           |
| 15 août      | The Carpenters                 | (They Long to Be) Close to You                              |           |
| 22 août      | Bread                          | Make It with You                                            |           |
| 29 août      | Edwin Starr                    | War                                                         |           |
| 5 septembre  | Edwin Starr                    | War                                                         |           |
| 12 septembre | Edwin Starr                    | War                                                         |           |
| 19 septembre | Diana Ross                     | Ain't No Mountain High Enough                               |           |
| 26 septembre | Diana Ross                     | Ain't No Mountain High Enough                               |           |
| 3 octobre    | Diana Ross                     | Ain't No Mountain High Enough                               |           |
| 10 octobre   | Neil Diamond                   | Cracklin' Rosie                                             |           |
| 17 octobre   | The Jackson 5                  | I'll Be There                                               |           |
| 24 octobre   | The Jackson 5                  | I'll Be There                                               |           |
| 31 octobre   | The Jackson 5                  | I'll Be There                                               |           |
| 7 novembre   | The Jackson 5                  | I'll Be There                                               |           |
| 14 novembre  | The Jackson 5                  | I'll Be There                                               |           |
| 21 novembre  | The Partridge Family           | I Think I Love You                                          |           |
| 28 novembre  | The Partridge Family           | I Think I Love You                                          |           |
| 5 décembre   | The Partridge Family           | I Think I Love You                                          |           |
| 12 décembre  | Smokey Robinson & the Miracles | The Tears of a Clown                                        |           |
| 19 décembre  | Smokey Robinson & the Miracles | The Tears of a Clown                                        |           |
| 26 décembre  | George Harrison                | My Sweet Lord/Isn't It's a Party                            |           |